# Dermottov zakon
Dermottov zakon je empirična formula za orbitalno periodo glavnih satelitov, ki krožijo okoli planetov v Osončju. Odkril jo je raziskovalec nebesne mehanike Stanley Dermott v 60. letih. Glasi se:
{\displaystyle T(n)=T(0)\cdot C^{n}}
za {\displaystyle \scriptstyle n=1,2,3,4\ldots }
Kjer je T(n) orbitalna perioda n-tega satelita, T(0) je red dni in C je konstanta sistema satelitov iz podatkov. Vrednosti so:
- Jupitrov sistem: T(0) = 0.444 d, C = 2.03
- Saturnov sistem: T(0)=0.462 d, C = 1.59
- Uranov sistem: T(0) = 0.760 d, C = 1.80